# Зеленоборск (Коми)
Зеленобо́рск — посёлок в муниципальном районе «Печора» Республики Коми. Входит в состав сельского поселения Каджером.

## История
В 1959 г. указом Президиума Верховного Совета РСФСР поселок Глушь переименован в Зеленоборск. 
1997-2012 гг. - Глава администрации Сельского поселения "Зеленоборск" - Фомина Лидия Николаевна
С 2012 года - входит в состав Сельского поселения "Каджером" 
На территории посёлка работают крупнейшие предприятия Республики Коми:АО "Транснефть-север" и АО "Печоранефтегаз" База ЦДНГ-1
В посёлке работают: Администрация Сельского поселения "Зеленоборск", Фельдшерско-акушерский пункт, Аптечный пункт, 3 магазина,Отделение почтовой связи, Начальная школа, детский сад, библиотека, клуб, лесничество,Железнодорожная станция "Зеленоборск", ПЧ-33, котельная, Федеральная сетевая компания Единой электрической системы.

## Население
| 1989 | 2002 | 2010 |
| ---- | ---- | ---- |
| 1076 | ↘671 | ↘433 |

1970 год - 1487 человек, 
1979 год - 1372 человека, 
1989 год - 1078 человек, 
1991 год - 1113 человек, 
2000 год - 960 человек, 
2008 год - 508 человек, 
2010 год - 433 человека, 
2018 год - 377 человек, 
2019 год - 328 человек.

## Транспорт
В поселке находится железнодорожная станция через которую проходят поезда Печора — Сыктывкар и пригородные поезда Ираель — Печора.
Через посёлок проходит автомобильная трасса "Ухта-Печора-Усинск"
Имеется вертолётная площадка